# 約翰海蜥魚
約翰海蜥魚（學名：Halosaurus johnsonianus）為條鰭魚綱背棘魚目海蜥魚科海蜥魚屬下的一個種，分布於東大西洋西班牙南部與葡萄牙到茅利塔尼亞海域，包括亞速群島與加納利群島，深度680至2200公尺，本魚體細長如鰻魚且側扁，尾鰭尖細，吻尖突出，口下位，體長可達50公分，棲息在大陸坡深海底部，屬肉食性，以橈腳類為食，生活習性不明，無經濟價值。